# Neohendersonia kickxii
Neohendersonia kickxii är en svampart som först beskrevs av Westend., och fick sitt nu gällande namn av B. Sutton & Pollack 1974. Neohendersonia kickxii ingår i släktet Neohendersonia, divisionen sporsäcksvampar och riket svampar.   Inga underarter finns listade i Catalogue of Life.